# El valle del terror
El valle del terror (título original en inglés: The Valley of Fear) es la cuarta novela protagonizada por Sherlock Holmes y escrita por Arthur Conan Doyle. Esta novela fue publicada por primera vez en el Strand Magazine entre septiembre de 1914 y mayo de 1915. La primera edición en formato libro fue publicado en Nueva York el 27 de febrero de 1915.

## Argumento
La historia tiene lugar en 1888, con un flashback basado en el libro de Allan Pinkerton sobre los Molly Maguires en las minas de carbón de Pensilvania, en 1875. La novela está dividida en dos partes bien diferenciadas. En la primera parte, Sherlock Holmes, utilizando sus técnicas habituales, descubre la identidad de un homicida. Una vez detenido el asesino, la historia vuelve hacia atrás en el tiempo, y narra en tercera persona los antecedentes del asesino y la víctima. Esta narración está basada en los Molly Maguires, una organización que existió realmente en Estados Unidos. Al final se cuenta brevemente cómo se llegó a la situación inicial y los motivos del asesinato, enlazando ambas historias. En este sentido, El valle del terror, la última novela de Sherlock Holmes, imita la estructura de Estudio en escarlata, que fue la primera.
En El valle del terror destaca la participación del Profesor Moriarty, haciendo que el propio Arthur Conan Doyle sea el primero de varios escritores que ignora el hecho, narrado en El problema final, de que el doctor Watson oyó hablar de Moriarty poco antes de su muerte, sin existir ninguna aventura en común.

## Curiosidades
El nombre de El valle del terror es una traducción del nombre de un valle en el sur de Francia. Durante la época de las cruzadas este valle fue popularizado por los cátaros, y algunos creen que el Santo Grial llegó hasta allí desde Tierra Santa.
Es clara la influencia de esta obra en una posterior del escrito estadounidense Dashiell Hammet, titulada "Cosecha roja". Muchos consideran que "El valle del terror" anticipa a la novela negra como género.